# Club 12 de Octubre
Club 12 de Octubre de Itauguá is een Paraguayaanse voetbalclub uit Itauguá. De club werd opgericht op 14 augustus 1914. De thuiswedstrijden worden gespeeld in het Estadio Juan Canuto Pettengill, dat plaats biedt aan 5.000 toeschouwers. De clubkleuren zijn blauw-wit.

## Erelijst
Nationaal
- División Intermedia

Winnaar: 1997

## Eindklasseringen
| Seizoen | A/C | №  | Clubs | Divisie        | Duels | Winst | Gelijk | Verlies | Doelsaldo | Punten |
| ------- | --- | -- | ----- | -------------- | ----- | ----- | ------ | ------- | --------- | ------ |
| 2009    | A   | 10 | 12    | Liga Paraguaya | 22    | 6     | 6      | 10      | 19–30     | 24     |
| 2009    | C   | 12 | 12    | Liga Paraguaya | 22    | 5     | 2      | 15      | 17–33     | 17     |

## Bekende (ex-)speler(s)
- Lorenzo Melgarejo
- Salvador Cabañas